# تفجيرات شمن 2021
تفجيرات شمن 2021 كانت عمليتا تفجير في شمن بلوشستان في باكستان، وقعتا في 24 مارس و21 مايو. خلفت هذه الهجمات 9 قتلى و27 جريحًا.

## خلفية
التمرد في بلوشستان هو تمرد منخفض الكثافة منذ فترة طويلة من قبل القوميين البلوش في جنوب غرب باكستان وجنوب شرق إيران. تم قصف شمن سابقًا في عام 2017.

## التفجيرات

### 24 مارس
خلفت قنبلة ما لا يقل عن 3 قتلى وجرح 13 آخرين.

### 21 مايو
قتلت قنبلة ما لا يقل عن 6 أو 7 أشخاص وأصيب 14 آخرون. وقع الهجوم في مظاهرة مؤيدة للفلسطينيين.